# Kirchdorf (Hallertau)
 For alternative betydninger, se Kirchdorf. (Se også artikler, som begynder med Kirchdorf)
Kirchdorf er en kommune i Landkreis Kelheim i Regierungsbezirk Niederbayern i den tyske delstat Bayern. Den er en del af Verwaltungsgemeinschaft Siegenburg.

## Geografi
Kirchdorf ligger i landbrugsområdet Hallertau, der er kendt for sin store humleproduktion.